# Suzanne Delvé
Suzanne Lucie Charlotte Vedelle dite Suzanne Delvé, née le 24 novembre 1892 dans le 5e arrondissement de Paris et morte le 10 août 1986 à Montgeron, est une actrice française.

## Filmographie partielle

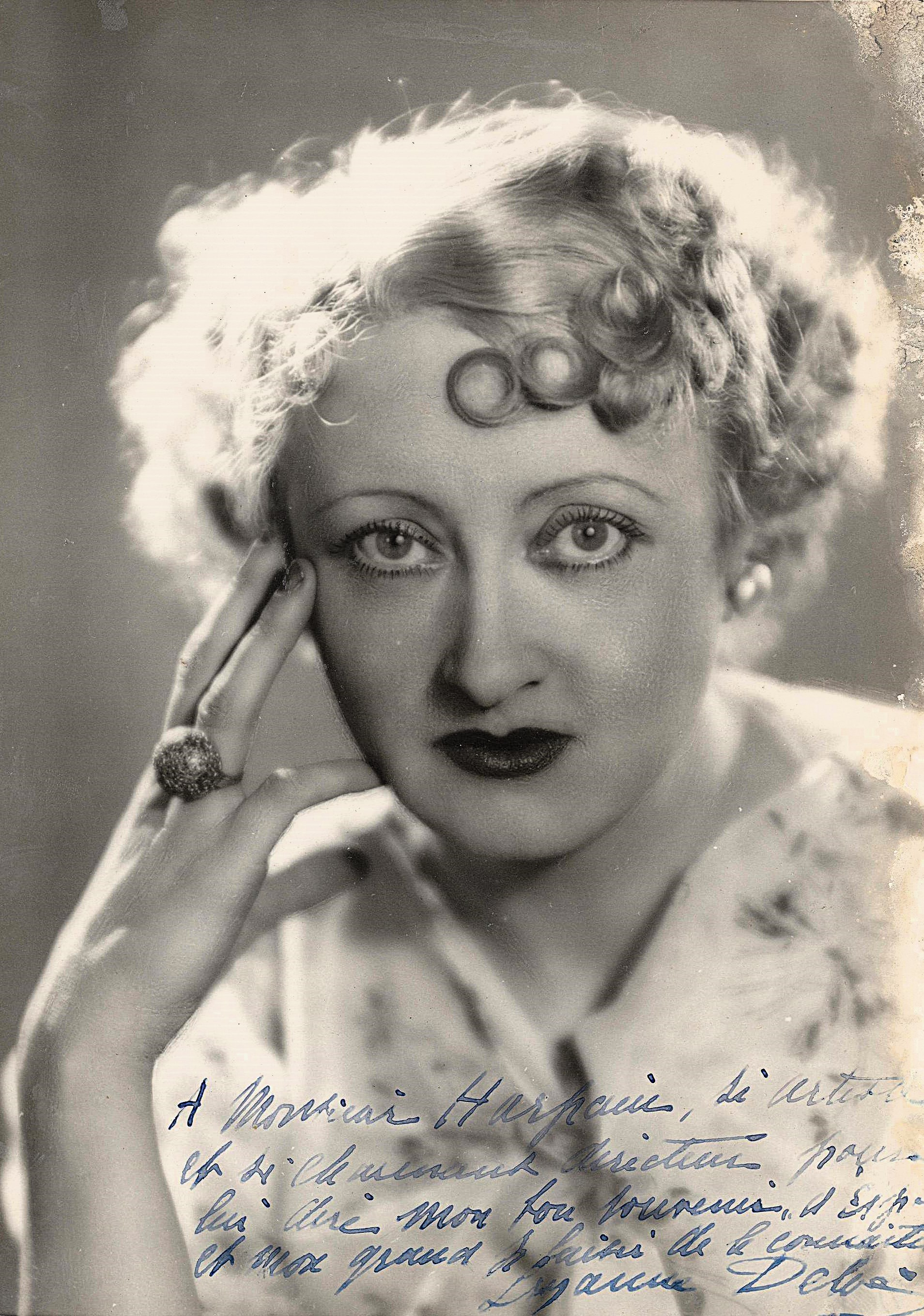
Portrait de Suzanne Delvé avec autographe

Affiche en 1920.

- 1914 : Marie-Jeanne ou la Femme du peuple de Georges Denola
- 1915 : L'Heure du rêve de Léonce Perret
- 1916 : Les Vampires 7 : Satanas de Louis Feuillade
- 1916 : Le Pied qui étreint de Jacques Feyder
- 1916 : Têtes de femmes, femmes de tête de Jacques Feyder
- 1916 : C'est pour les orphelins ! de Louis Feuillade
- 1916 : La Belle aux cheveux d'or de Léonce Perret
- 1917 : L'Esclave de Phidias de Léonce Perret et Louis Feuillade
- 1918 : La Course du flambeau de Charles Burguet
- 1926 : Le Berceau de Dieu de Fred Leroy-Granville
- 1926 : Martyre de Charles Burguet
- 1930 : Accusée, levez-vous ! de Maurice Tourneur
- 1931 : Le Roi du cirage de Pierre Colombier

## Théâtre
- 1928 : Le Démon de la chair de Pierre Sabatier et Victor de La Fortelle[N 1], représentée pour la première fois, le 29 novembre 1927, au Théâtre des Arts sous la direction de Rodolphe Darzens[3].
- 1930 : Business, pièce de Pierre Sabatier d’après son roman Judith, première représentation le 22 mars 1930  au théâtre de la Renaissance[4].